# Adolf Stránský z Griefenfelsu
Adolf Stránský z Greifenfelsu (též Dolfíček Stránský, 15. dubna 1894, Orlovy, Lipnice nad Sázavou – 2. října 1917, Orlovské lesy, Lipnice nad Sázavou) byl český ekonom, šlechtic z rodu Stránských ze Stránky a Greifenfelsu. Byl výraznou oporou svého švagra A. B. Svojsíka při zakládání českého skautingu (Junák), především v oblasti překladu skautské literatury z anglických originálů a stal se tak spolutvůrcem českého skautského názvosloví.

## Život

### Mládí
Narodil se na Orlovské hájence u Lipnice nad Sázavou, nedaleko Německého Brodu, v rodině Josefa Eduarda Stránského a jeho ženy Hedviky, rozené Pivodové. Otec pocházel ze šlechtického roku Stránských ze Stránky a Griefenfelsu a působil zde jako lesník. Adolf navštěvoval obecnou školu v nedalekých Kejžlicích, domácím vzděláváním se mj. naučil německy, francouzsky a anglicky. Okolo roku 1908 odešel ke středoškolskému studiu ekonomie do Anglie.

### Scouting
Když se jeho švagr Antonín Benjamin Svojsík, manžel jeho sestry Julie, vydal roku 1911 do Anglie, byl Adolf jeho zdejším průvodcem, díky znalosti prostředí a jazyka. Po návratu do Čech vzhledem ke svým jazykovým schopnostem významně asistoval Stránský Svojsíkovi s překladem základní publikace Scouting for boys, od zakladatele skautingu Roberta Baden-Powella.
Samostatnou knihu v překladu se Svojsík rozhodl nevydat, ale již roku 1912 vydal vlastní knihu Základy junáctví, do které kromě části překladu přispěla řada dalších spisovatelů a středoškolských profesorů – M. Aleš (nakreslil obálku), A. Jirásek, K. V. Rais, dr. J. Guth-Jarkovský a další. V ní byla pak použita řada výrazů spoluvytvářená se Stránským, např. družina (Patrol) či skautský vedoucí (Scout Master).
O prázdninách roku 1912 byl u Vorlovské hájovny, nedaleko hradu Lipnice, Svojsíkem uspořádán první skautský tábor v historii českého skautingu. S jeho přípravou a průběhem Adolf Stránský rovněž pomáhal. Tábory od roku 1914 probíhaly pod hlavičkou nové organizace Junák – český skaut i v průběhu první světové války. Své zážitky z tábora na stejném místě roku 1916 popisuje v díle Skautský deník básník Jiří Wolker.
Stránský se také účastnil prvního mezinárodního setkání skautů organizovaného Powellem v létě 1913 v anglickém Birminghamu.

### Úmrtí
Roku 1917 dostal Stránský povolávací rozkaz do císařské armády s nástupem na válečnou frontu. Aby jej uchránili před bojovým nebezpečím, nechali jej jeho rodiče prohlásit za duševně chorého a zbavili jej svéprávnosti. Tuto skutečnost Adolf Stránský neunesl a 2. října 1917 spáchal v orlovských lesích sebevraždu.
Pohřben byl do samostatného hrobu na starém hřbitově v Lipnici nad Sázavou. Původní náhrobek se při rekonstrukci hřbitova ztratil, roku 2019 byl pak obnoven a opatřen pamětní deskou připomínající Stránského přínos českému skautingu a symbolem skautské lilie.